# Danh sách đô thị tại Córdoba

Bản đồ Córdoba

Đây là danh sách các đô thị trong tỉnh Córdoba thuộc cộng đồng tự trị Andalusia, Tây Ban Nha.
| Tên                              | Dân số (2002) |
| Adamuz, Córdoba                  | 4.455         |
| Aguilar de la Frontera, Córdoba  | 13.508        |
| Alcaracejos, Córdoba             | 1.423         |
| Almedinilla                      | 2.547         |
| Almodóvar del Río                | 7.079         |
| Añora                            | 1.582         |
| Baena                            | 19.784        |
| Belalcázar                       | 3.712         |
| Bélmez                           | 3.705         |
| Benamejí                         | 4.847         |
| Los Blázquez                     | 688           |
| Bujalance                        | 8.066         |
| Cabra                            | 20.711        |
| Cañete de las Torres             | 3.295         |
| Carcabuey                        | 2.827         |
| Cardeña                          | 1.801         |
| La Carlota, Córdoba              | 10.736        |
| El Carpio                        | 4.449         |
| Castro del Río                   | 8.064         |
| Conquista                        | 497           |
| Córdoba                          | 314.805       |
| Doña Mencía                      | 4.971         |
| Dos Torres                       | 2.617         |
| Encinas Reales                   | 2.373         |
| Espejo                           | 3.884         |
| Espiel                           | 2.418         |
| Fernán-Núñez                     | 9.495         |
| Fuente la Lancha                 | 413           |
| Fuente Obejuna                   | 5.743         |
| Fuente Palmera                   | 9.897         |
| Fuente-Tójar                     | 810           |
| La Granjuela                     | 501           |
| Guadalcázar                      | 1.193         |
| El Guijo                         | 406           |
| Hinojosa del Duque               | 7.797         |
| Hornachuelos                     | 4.687         |
| Iznájar                          | 4.854         |
| Lucena                           | 37.669        |
| Luque                            | 3.286         |
| Montalbán de Córdoba             | 4.510         |
| Montemayor                       | 3.839         |
| Montilla                         | 23.235        |
| Montoro                          | 9.488         |
| Monturque                        | 1.966         |
| Moriles                          | 3.747         |
| Nueva Carteya                    | 5.590         |
| Obejo                            | 1.560         |
| Palenciana                       | 1.584         |
| Palma del Río                    | 19.448        |
| Pedro Abad                       | 2.908         |
| Pedroche                         | 1.784         |
| Peñarroya-Pueblonuevo            | 12.559        |
| Posadas                          | 7.015         |
| Pozoblanco                       | 16.545        |
| Priego de Córdoba                | 22.558        |
| Puente Genil                     | 27.720        |
| La Rambla                        | 7.362         |
| Rute                             | 10.045        |
| San Sebastián de los Ballesteros | 852           |
| Santa Eufemia                    | 1.101         |
| Santaella                        | 5.927         |
| Torrecampo                       | 1.424         |
| Valenzuela                       | 1.408         |
| Valsequillo                      | 440           |
| La Victoria                      | 1.748         |
| Villa del Río                    | 7.265         |
| Villafranca de Córdoba           | 3.707         |
| Villaharta                       | 650           |
| Villanueva de Córdoba            | 9.478         |
| Villanueva del Duque             | 1.743         |
| Villanueva del Rey               | 1.237         |
| Villaralto                       | 1.484         |
| Villaviciosa de Córdoba          | 3.774         |
| El Viso                          | 2.955         |
| Zuheros                          | 880           |